# مرده‌ها جوان می‌مانند
مرده‌ها جوان می‌مانند (به آلمانی: Die Toten bleiben jung) رمانی است از آنا زگرس.

## به فارسی
علی‌اصغر حدّاد این رمان را به فارسی درآورده و منتشر کرده است.